# Miroslav Wiecek
Pour les articles homonymes, voir Wiecek.
Miroslav Wiecek (né le 4 octobre 1931 à Ostrava en Tchécoslovaquie et mort le 12 juillet 1997) était un joueur de football tchécoslovaque (tchèque).

## Biographie
Wiecek a joué la plupart de sa carrière professionnelle au Baník Ostrava, club de sa ville natale. Il a en tout joué 325 matchs et inscrit 174 buts dans le championnat de Tchécoslovaquie de football, et finit quatre fois meilleur buteur du championnat.
Du côté international, il a en tout joué un seul match avec l'équipe tchécoslovaque, en octobre 1953 contre la Hongrie.